# الکساندر سامسونوف
الکساندر سامسونوف (به انگلیسی: Aleksandr Samsonov) (زادهٔ ۱۶ ژوئیهٔ ۱۹۵۳) شناگر اهل شوروی است.